# Deilephila elpenor
Deilephila elpenor Linnaeus, 1758, conhecida pelo nome comum de "mariposa-elefante" é uma espécie de mariposa (ordem Lepidoptera) da família Sphingidae. O nome comum desta espécie esfingídeo deriva da semelhança de sua larva com uma tromba de elefante.  

## Descrição

### Larva

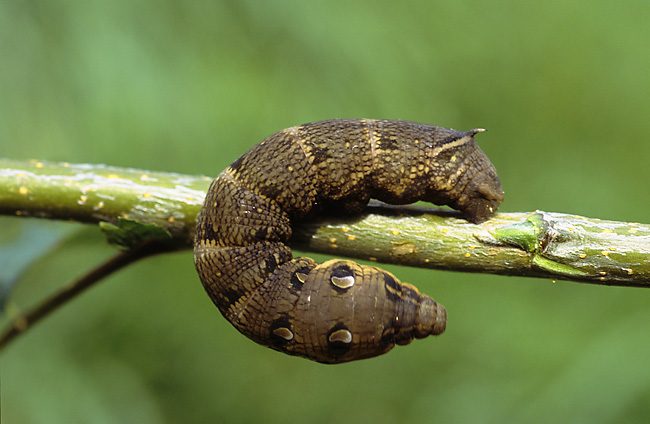
Lagarta em pose de "elefante".

A larva da espécie tem cerca de 75 mm de comprimento e é de cor verde e castanha. Como a maior parte das lagartas de esfingídeos tem uma excrescência em forma de espinho (o corno), curvado para trás, no último segmento abdominal. 
A parte anterior da lagarta aparente uma forma de tromba, o que lhe dá uma aparência de elefante quando levantada, o que originou o nome comum da espécie na língua inglesa (elephant-hawk-moth).
Quando perturbada, a lagarta encolhe a protuberância (tromba) para o interior do seu segmento posterior, o que lhe dá uma aparência de cobra, com uma "cabeça" alargada com quatro manchas semelhantes a olhos.
As lagartas da espécie são presa de pássaros, mas muitas vezes hesitam no seu ataque quando a lagarta assume a pose de "cobra". Desconhece-se se as aves se assustam pela semelhança da lagarta com uma cobra ou se pela súbita mudança de uma presa de aspecto conhecido num corpo com um padrão morfológico pouco usual.
O alimento preferido das lagartas são as videiras e diversas onagráceas (entre as quais as fúcsias) e rubiáceas, apesar de também atacar múltiplas outras espécies. 

### Adulto

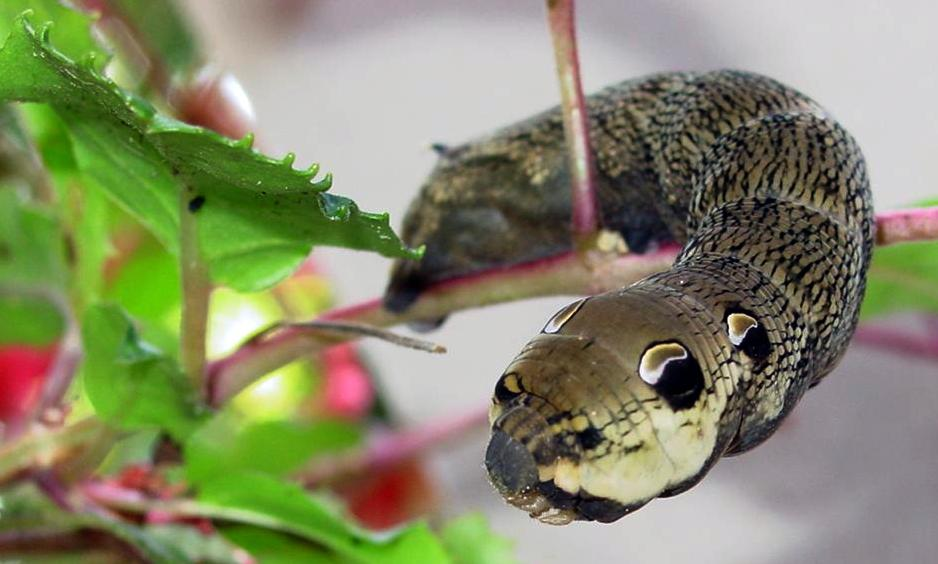
Lagarta em pose de "cobra".

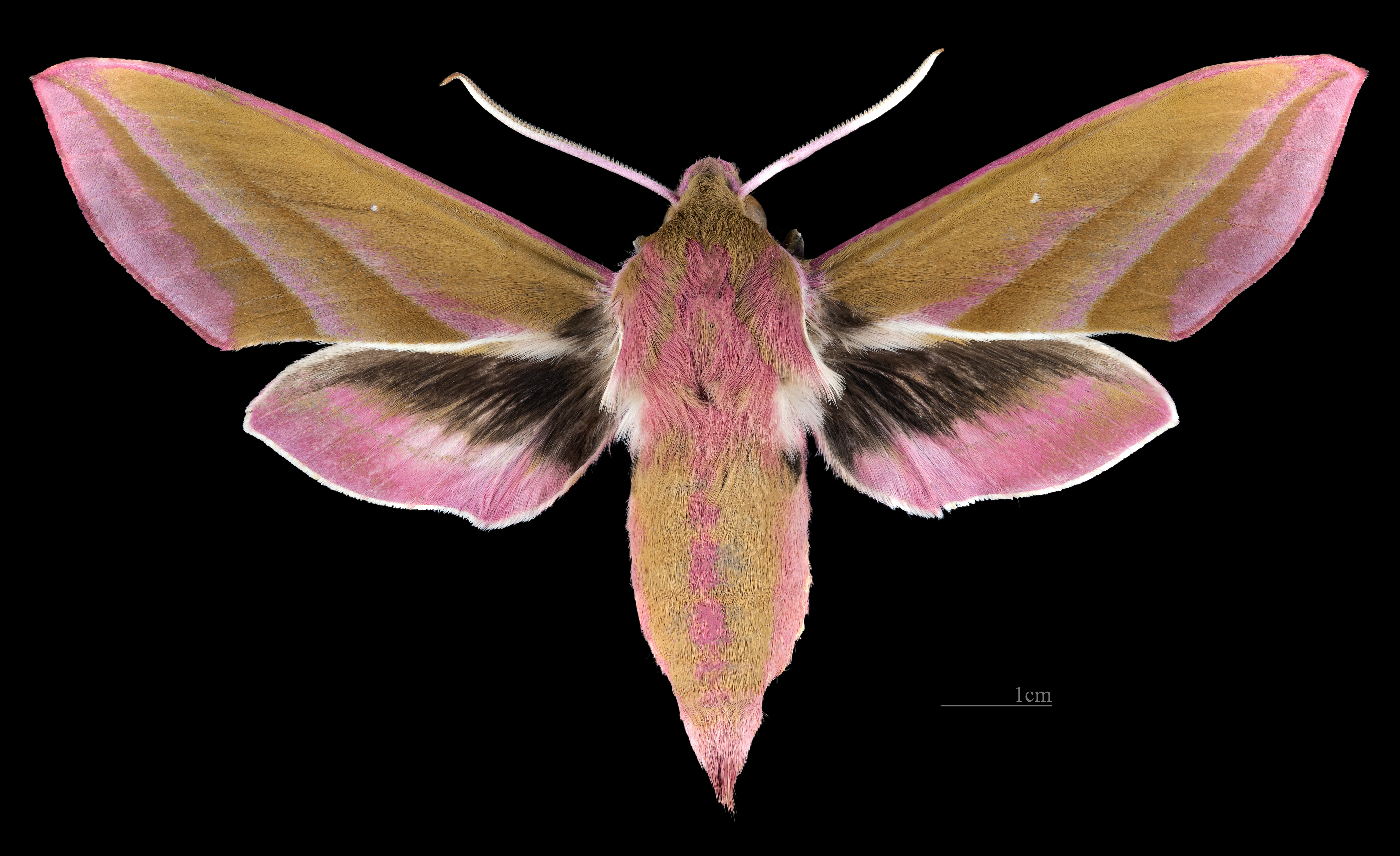
♂
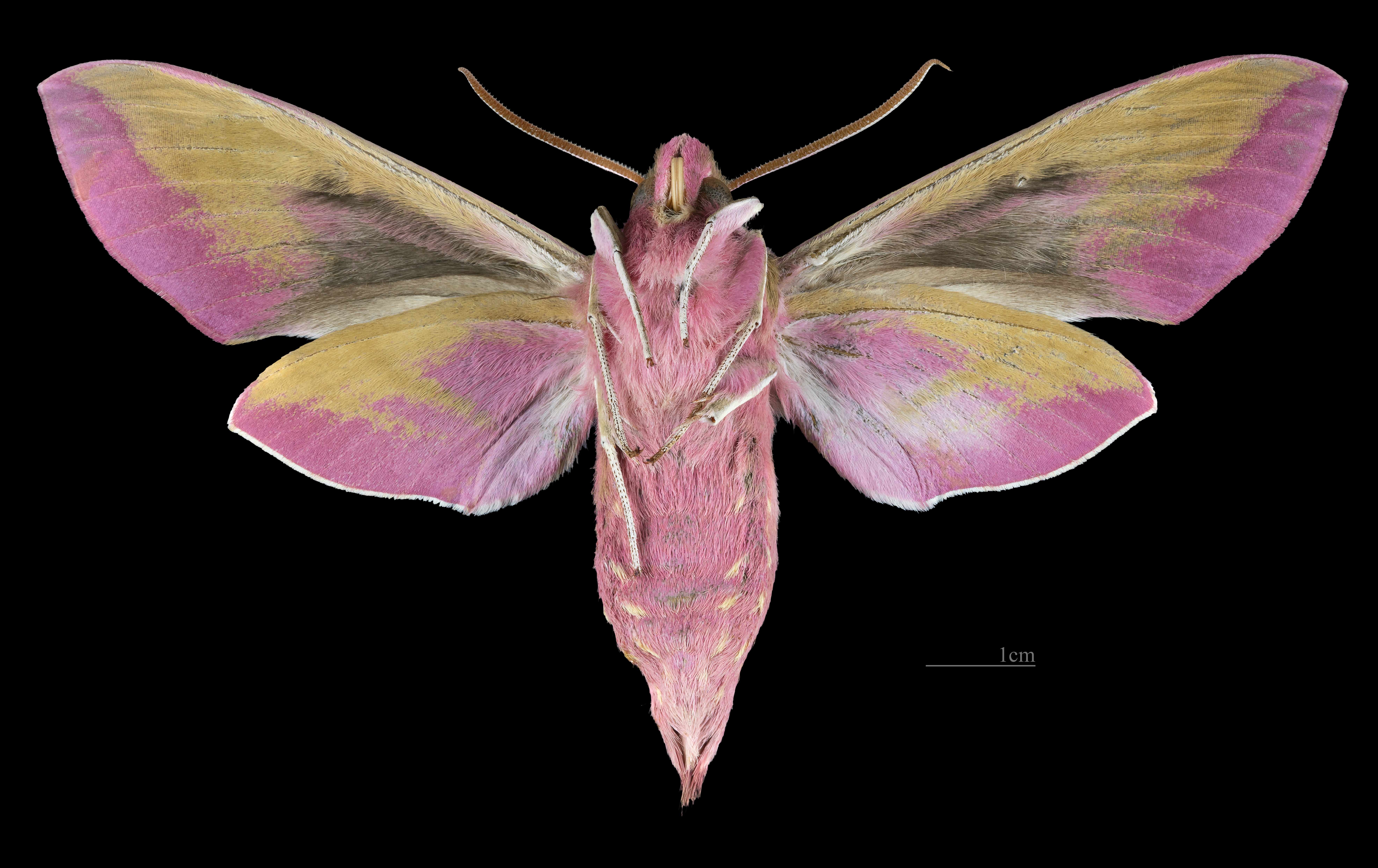
♂ △
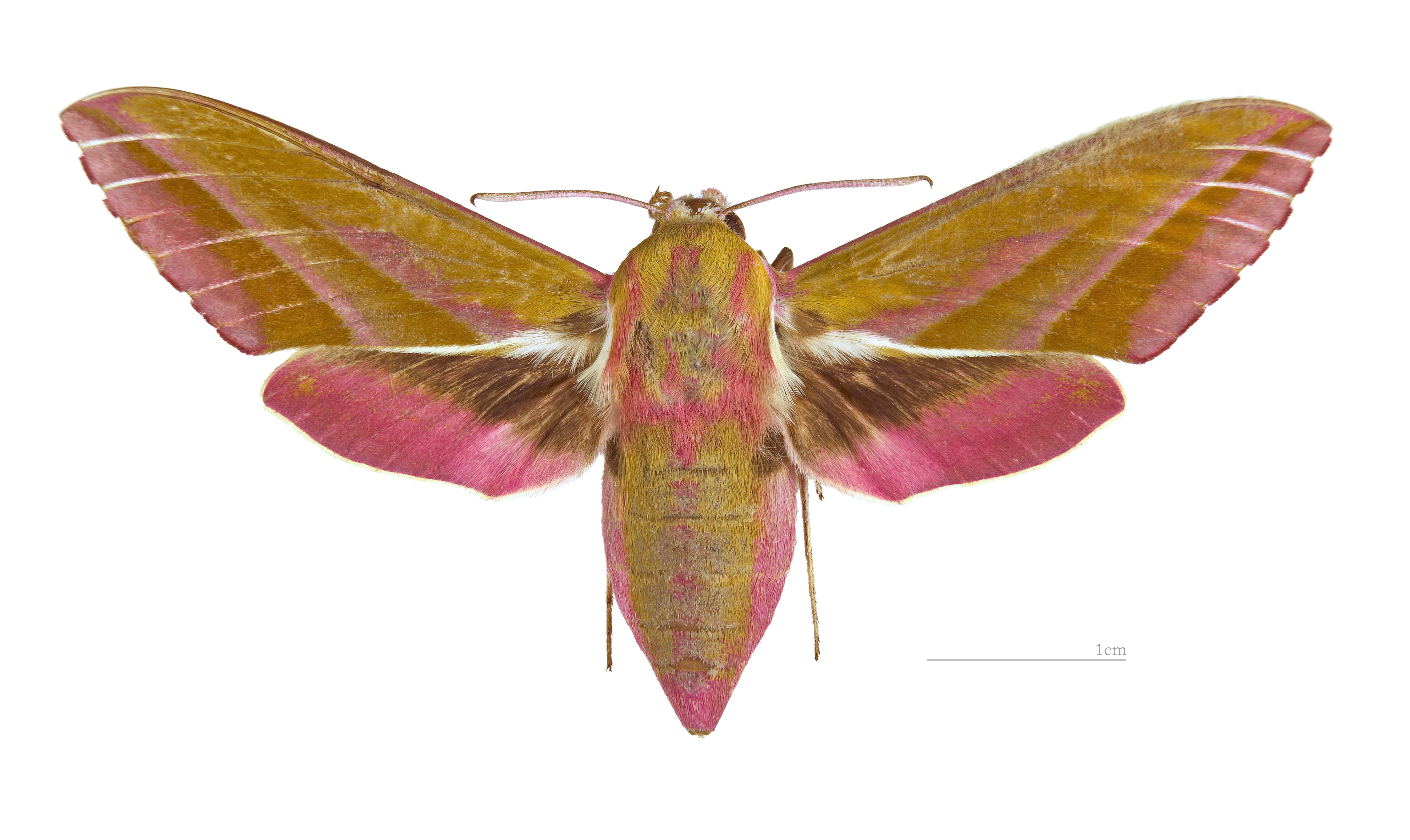
♀
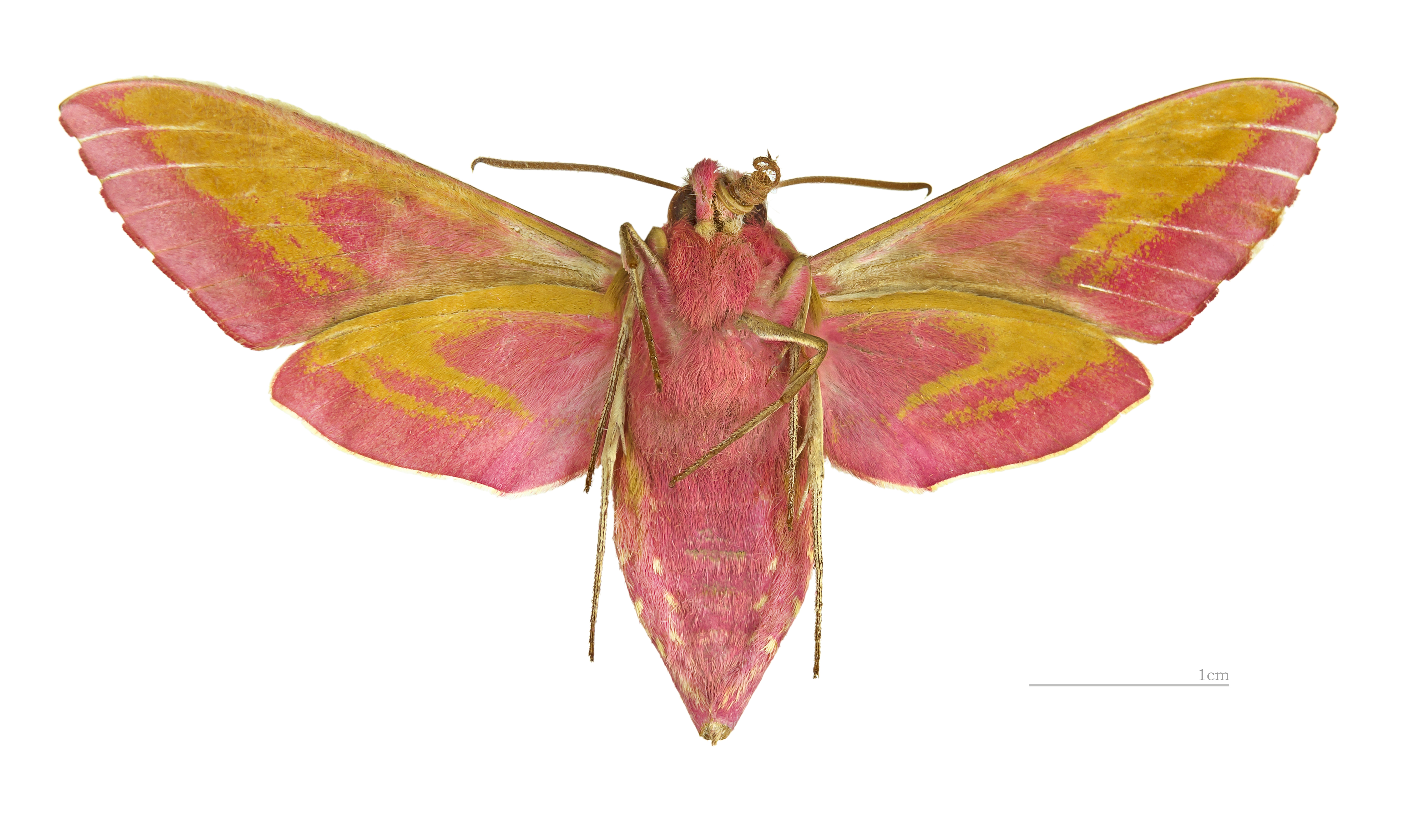
♀ △

O imago (adulto) alimenta-se à noite, preferindo o néctar de plantas como as madressilvas e petúnias, razão pela qual ocorre em zonas urbanas e das periferias urbanas onde haja jardins. A mariposa (adulta) tem uma envergadura média entre 50 e 70 mm. Tem uma forte coloração, resplandecendo em verde e vermelho quando em voo. Os adultos são predados por algumas espécies de morcegos.

### Subespécies
Durante muito tempo a população europeia da espécie  foi considerada como compreendendo duas subespécies, Deilephila elpenor elpenor e Deilephila elpenor lewisii, mas presentemente a espécies é considerada como constituindo uma única população, embora com considerável variabilidade morfológica. Da mesma forma a população chinesa da espécie, considerada em tempos com pertencente à subespécie Deilephila elpenor szechuana é hoje considerada como pertencente a Deilephila elpenor elpenor, sendo aquela subespécie considerada um sinónimo taxonómico desta. A subespécie Deilephila elpenor macromera, presente no sul da China, norte da Índia, Butão e Birmânia, continua a ser considerada como uma entidade taxonómica distinta.
As espécies próximas, Deilephila porcellus e Deilephila rivularis, são morfologicamente muito semelhantes à lagarta-da-videira, embora mais pequenas e menos coloridas.

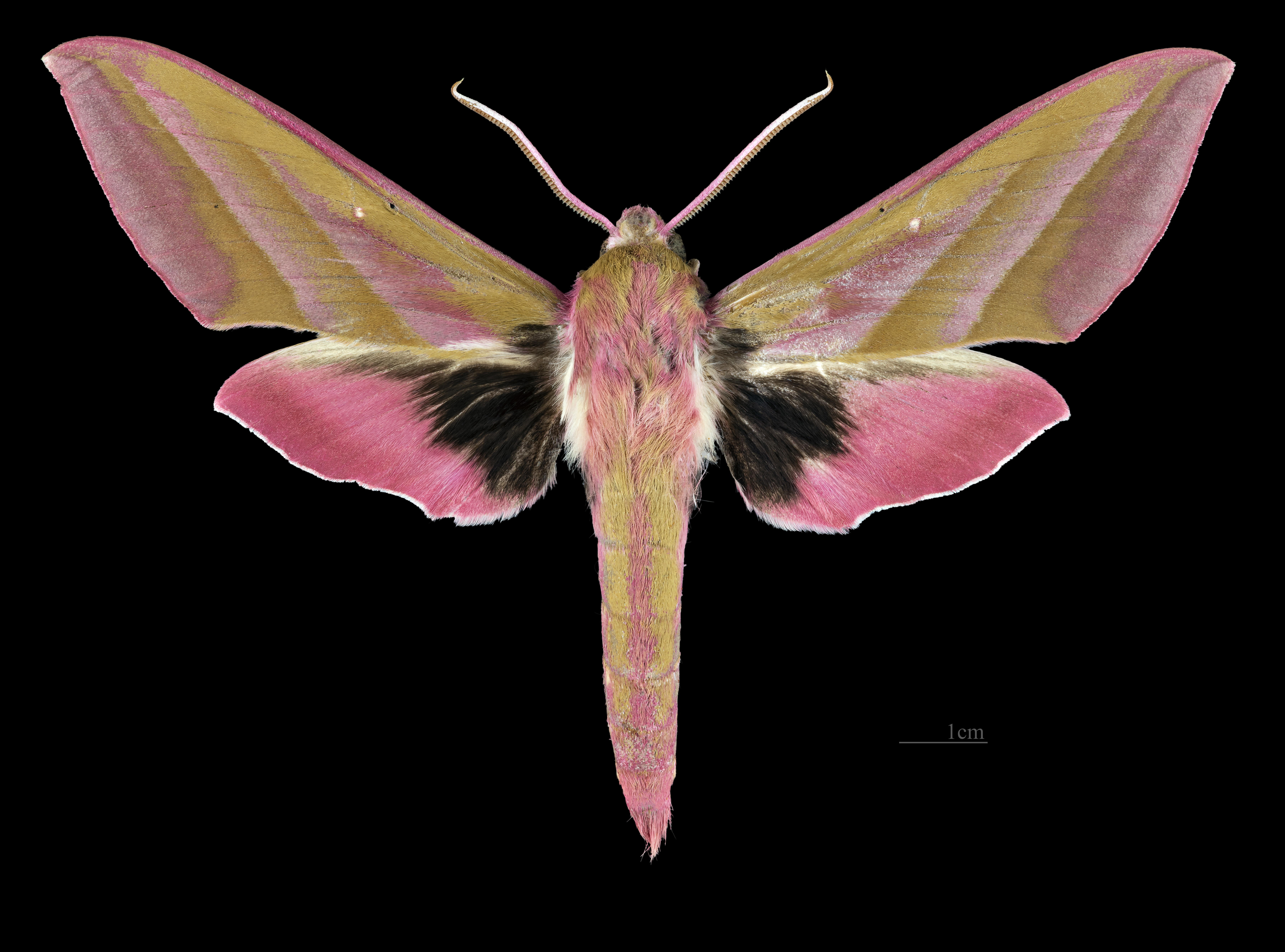
Deilephila elpenor macromera ♂
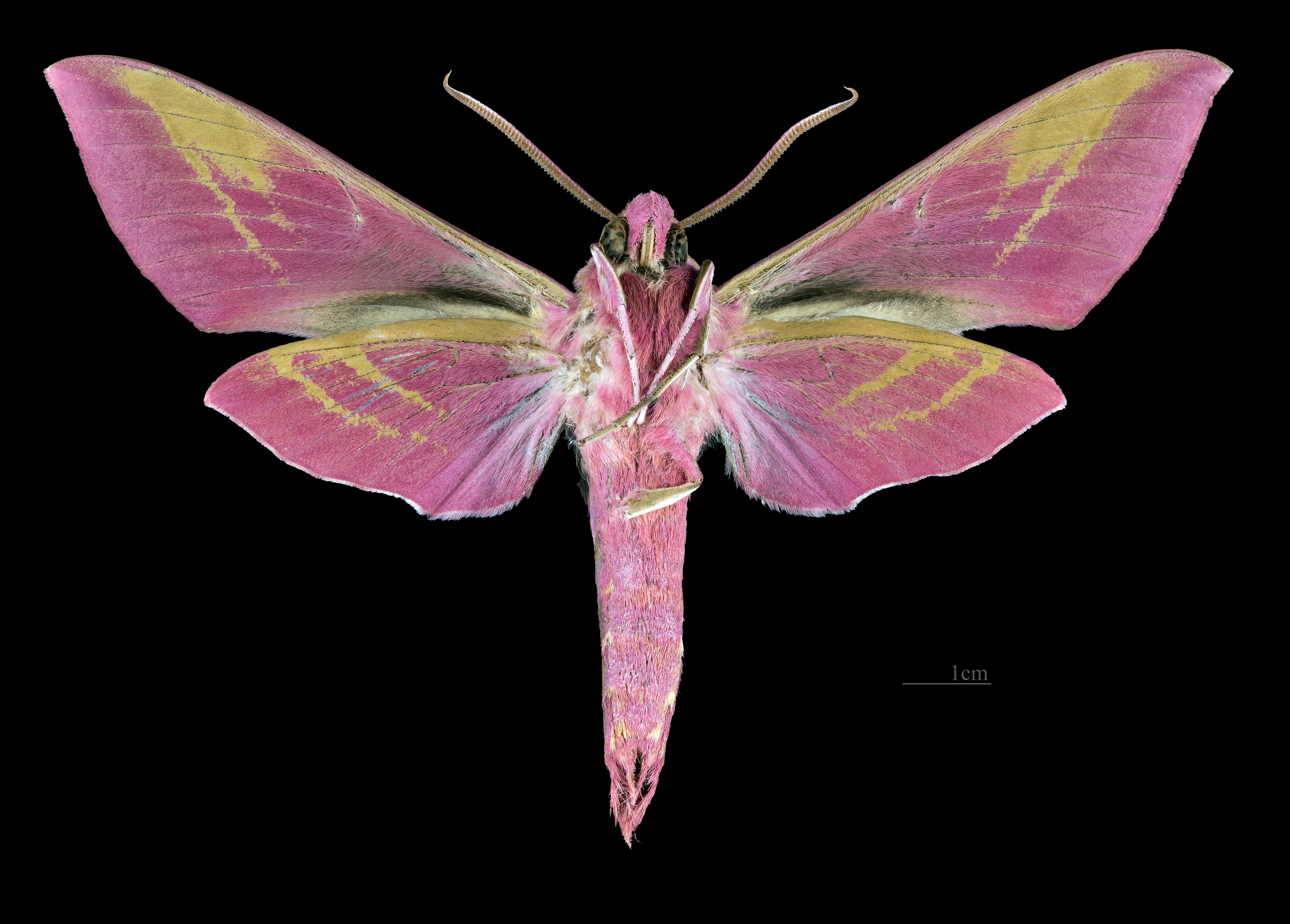
Deilephila elpenor macromera  ♂  △

## Distribuição geográfica
A espécie é comum no noroeste e oeste da Europa, estendendo-se a sua distribuição pela Eurásia, através do Cáucaso e da Sibéria até à China e à região setentrional do subcontinente indiano. Ocorre também no Japão e no sul da Coreia. Foram encontrados exemplares na Columbia Britânica (Canadá) e em outras regiões da América do Norte. 
Na maior parte da sua área de distribuição geográfica, os adultos emergem de Maio a Julho e as lagartas estão presentes entre Julho e e Setembro, altura em que se formam as crisálidas. Contudo, em algumas áreas do Mediterrâneo e da China os adultos emergem a aprtir de Abril, por vezes ocorrendo duas gerações por ano.

## Visão nocturna
Esta espécie possui olhos muito sensíveis à cor em ambientes de muito baixa luminosidade, o que lhes confere excelente visão escotópica. Os seus olhos incluem dois tipos de omatídeos, cada um deles contendo nove células sensitivas à luz, das quais sete contêm um pigmento cujo espectro de absorção tem um pico máximo na parte verde do espectro, mas num dos tipos de omatídeos os restantes dois receptores tem máxima absorção no azul e o outro no ultravioleta. Esta combinação permite visão tricromática em situações de muito baixa luminosidade.  Foi demonstrado que os adultos são capazes de discriminar cores em níveis de luminosidade típico da noite e de serem capazes de manter esse nível de discriminação mesmo em situações de mudança da composição espectral da luz incidente, o que lhe dá um carácter de constância de cor.